# Francisco Fuentes Gallardo
Francisco Fuentes Gallardo (n. Jerez de los Caballeros; 14 de septiembre de 1949) es un político español, del Partido Socialista Obrero Español.

## Biografía
Está licenciado en Filosofía y Letras por la Universidad de Sevilla, y es profesor agregado de Lengua y Literatura. Miembro del PSOE, colaboró en la proyección del partido en Extremadura. Fue elegido diputado por Badajoz desde 1986 hasta 2000, siendo durante aquella etapa el hombre de Juan Carlos Rodríguez Ibarra en el Congreso de los Diputados. Posteriormente, en 2003, se incorporó a la política regional y fue elegido diputado por Badajoz en la Asamblea de Extremadura, donde ocupa desde entonces el puesto de presidente del Grupo Parlamentario Socialista, cargo que revalida en 2007, además de senador designado.
Ocupó el cargo de Secretario Provincial del de Badajoz entre 1988 y 2012.

## Cargos desempeñados
- Diputado por Badajoz en el Congreso de los Diputados (1982-2000).
- Secretario provincial del PSOE de Badajoz (2008-2012).
- Senador designado por la Asamblea de Extremadura (Desde 2000).
- Diputado por Badajoz en la Asamblea de Extremadura (2003-2011).
- Presidente del Grupo Socialista en la Asamblea de Extremadura (2007-2011).